# 魅惑
是一部由蘇菲亞·哥普拉編劇及執導的2017年美國劇情電影，改編自托馬斯·P·庫里南的英文同名小說（最初出版書名為《A Painted Devil》）。電影由哥連·費路、妮歌·潔曼、姬絲汀·登絲和艾麗·芬寧主演。本片是第二部改編庫里南小說的電影，而第一部則是唐·薛高的1971年英文同名電影《獨行俠勇闖美人關》。
電影於2017年5月24日於2017年康城影展中首映，並被選中於金棕櫚獎作主要競逐，而哥普拉則獲得最佳導演獎，成為奪得該獎的第二位女性。電影於2017年6月23日由焦點影業發布上映。

## 劇情
美國南北戰爭期間，瑪花·法恩斯沃思（Martha Farnsworth）於維珍尼亞州營運著一所女子學校。1864年，幾乎所有的師生和奴隸都離開了，只剩下一名教師埃德溫娜·莫羅（Edwina Morrow）和五名學生留下來。有一天，學生艾美（Amy）在森林中尋找食用蘑菇時，她遇到了在戰鬥中腿部受傷而擅離戰場的北方聯邦軍下士約翰·麥伯尼（John McBurney）。艾美把約翰帶到學校，然後他便失去知覺。眾女生們把麥伯尼關在其中一個房間裡，好讓瑪花女士替他處理傷勢。學校裡不論年紀的所有女性當刻都被該名男人英俊的外表迷住了。
起初，有些女生想把他當作戰俘交給南方邦聯軍，然而校長瑪花女士決定待他的腿傷康復才決定如何處置他。當南方聯邦軍經過學校時，瑪花女士並沒有告知作為北方聯邦士兵的麥伯尼在學校中。在麥伯尼康復期間，學校內的女生們為了取得他的青睞而紛紛打扮得花枝招展起來，包括為了他而佩戴珠寶首飾，送禮物給他，並為他準備一頓豐富的晚宴，而麥伯尼對此甚為欣賞，特別是對瑪花女士及埃德溫娜女士。當他能夠走動時，他開始在花園裡幫忙，這顯然是他害怕重回戰場打仗。
當瑪花女士表示他已經康復，並會在幾天後離開學校時，麥伯尼試圖說服她讓自己留下來當園丁。麥伯尼還告訴埃德溫娜女士指自己已愛上了她。有一天晚上，麥伯尼告訴埃德溫娜讓她的房間裡等候他。但是他並沒有出現，而且她還聽到奇怪的聲音，她沿著聲音發現他正在跟十幾歲的學生艾麗西亞（Alicia）上床。當麥伯尼試圖安撫讓埃德溫娜冷靜下來時，埃德溫娜把他推開，讓他滾下樓梯，導致他原本已經受傷了的腿嚴重地摔斷了。瑪花女士只有替他截肢才能救回他的性命。翌日，麥伯尼醒來發現自己的腿已經被截肢了，他感到震驚和憤怒，指責那群女生（特別是瑪花女士）因為他沒有選擇她們的房間而遭到這樣的對待來懲罰他。他被鎖在房間裡，但他威脅著學生珍（Jane）給他房間鑰匙，然後他突然發難，把槍偷了並威脅著女生們，然後氣沖沖的跑開了。埃德溫娜跟隨著他回到房間，他們二人在那裡激情地親熱起來。
此時，瑪花女士正嘗試尋找解決辦法。其中一名學生建議在晚餐中為麥伯尼準備一些有毒蘑菇以把他殺死，而瑪花女士也同意這樣做。晚餐期間，不知情的埃德溫娜在最後一刻被其他人阻止把蘑菇放到她的碟子上。麥伯尼不虞有詐的把蘑菇吃下。幾秒鐘後，他倒在地上，在痛苦中死去。其他人把麥伯尼的屍體縫在裹屍布內的時候，埃德溫娜身心交瘁的在旁觀。電影結束時，女生們把麥伯尼的屍體拖到大閘外的馬路上，好讓下次經過的同盟軍士兵們能發現他。

## 演員
- 哥連·費路 飾 下士約翰·麥伯尼（John McBurney）
- 妮歌·潔曼 飾 瑪花·法恩斯沃思（Martha Farnsworth）
- 姬絲汀·登絲 飾 埃德溫娜·莫羅（Edwina Morrow）
- 艾麗·芬寧 飾 艾麗西亞（Alicia）
- 安格瑞·萊絲 飾 珍（Jane）
- 烏娜·勞倫斯 飾 艾美（Amy）
- Emma Howard 飾 愛米莉（Emily）
- Addison Riecke 飾 瑪利（Marie）

## 外部連結
- 互联网电影数据库（IMDb）上《魅惑》的资料（英文）
- AllMovie上《魅惑》的资料（英文）
- Box Office Mojo上《魅惑》的資料（英文）
- Metacritic上《魅惑》的資料（英文）
- 爛番茄上《魅惑》的資料（英文）
- 豆瓣电影上《魅惑》的資料 （简体中文）